# Jeff Walker
Jeffrey Walker (25 de marzo de 1969) es un músico inglés, más reconocido por su trabajo como bajista y vocalista de la banda de metal Carcass.

## Biografía
Walker nació en St Helens, Reino Unido. Es más conocido por su trabajo en Carcass, donde era el principal letrista. Antes de estar en Carcass, formó parte de una banda de punk llamada Electro Hippies. 
Cuando Carcass estuvo inactivo, formó junto a Ken Owen y Carlo Regadas, dos compañeros de su antigua banda y Mark Griffiths, exguitarrista de Cathedral, la banda Blackstar. En algunos territorios, esta banda era llamada Blackstar Rising.
También trabajó en las carátulas de varios discos, como por ejemplo Scum, de Napalm Death o Rise of the Serpent, de Axegrinder. También diseñó el logo de una banda de Death Metal de Liverpool llamada Damiathan.
Jeff Walker también es un activista de Izquierda Política, reconocido por su trabajo y posición por los derechos de los animales.
Jeff junta a Bill Steer creó la desaparecida discográfica 'Necrosis'. 
Walker apareció en un episodio de la comedia de ciencia ficción Red Dwarf. El interpretó a 'Gazza', un 'neo marxista nihilista anarquista', bajista de la banda 'Smeg and the Heads' en el episodio de 1989 "Timeslides", junto a su compañero de banda Bill Steer como el batería loco y hippie, 'Dobbin'.
Lanzó un álbum en solitario -Welcome to Carcass Cuntry- el 9 de mayo de 2006, bajo el sello de Fractured Transmitter Records, bajo el nombre de 'Jeff Walker Und Die Fluffers'. El álbum consiste en varios covers de canciones de country/blues con un toque muy metalero. En el disco vemos varias apariciones de otros músicos, incluyendo Ken Owen y Bill Steer, de Carcass, y los miembros de HIM.
Walker también apareció como cantante invitado en el álbum The Code Is Red...Long Live the Code de Napalm Death, en la canción "Pledge Yourself to You". También ha trabajado con This Is Menace, cantando en las canciones "Onward Christian Soldiers" and "Pretty Girls", para "Psykorgasm", de la banda danesa Mnemic y para "A Methodical Overture" y "An Odious Emanation" de la banda de Brutal Death belga Aborted. Ha aparecido también en vivo, con la banda finlandesa de grindcore To Separate The Flesh From The Bones.
Desde 2006 Jeff acompaña las giras del grupo Brujería como bajista. Suele tocar con un sombrero de granjero, ahí es conocido como el Cynico.
Recientemente, aparece haciendo un cameo en el nuevo video "The Rise of Denial" de la banda fundadora del gothic metal Paradise Lost.
Jeffrey Walker es vegano.

## Discografía
Con Carcass
- Reek of Putrefaction (1988)
- Symphonies of Sickness (1989)
- Necroticism: Descanting the Insalubrious (1991)
- Heartwork (1993)
- Swansong (1996)
- Surgical Steel (2013)
- Torn Arteries (2021)

Con Brujería
- Debilador (Single) (2008)
- No aceptan imitaciones (Single) (2010)
- Pocho Aztlan (2016)

En solitario (Jeff Walker Und Die Fluffers)
- Welcome to Carcass Cuntry (2006)

Con Electro Hippies
- Electro Hippies / Generic, split LP (1986)
- The only good punk...is a dead one, (1987).

Con Blackstar
- Barber Wire Soul (1997)

Como invitado
- Napalm Death - álbum The Code Is Red...Long Live the Code en la canción "Pledge Yourself To You" (2005)
- This Is Menace - álbum No End Sight en la canción "Ownward Christian Soldiers" (2006)
- Aborted - álbum Slaughter & Apparatus: A Methodical Overture en las canciones "A Methodical Overture" y "Odius Emanation" (2006)
- This Is Menace - álbum The Scene Is Dead en la canción "Pretty Girls" (2007)
- Mnemic - álbum Passenger en la canción "Psykorgasm" (2007)
- To Separate The Flesh From The Bones - solamente en vivo.
- Dia de los Muertos - álbum "Satánico Dramático" en la canción "Fresh Meat For The Grinder" (2011).
- Lock Up - álbum "Necropolis Transparent" voz en los temas 3, 5, 8, 13 (2011)